# Ohtanajoki
Ohtanajoki är ett 13 kilometer långt vattendrag i Pajala kommun, Norrbottens län. Vattendraget är drabbat av miljögifter och förändrade habitat samt har Kalixälven som huvudavrinningsområde.